# Walka na torty

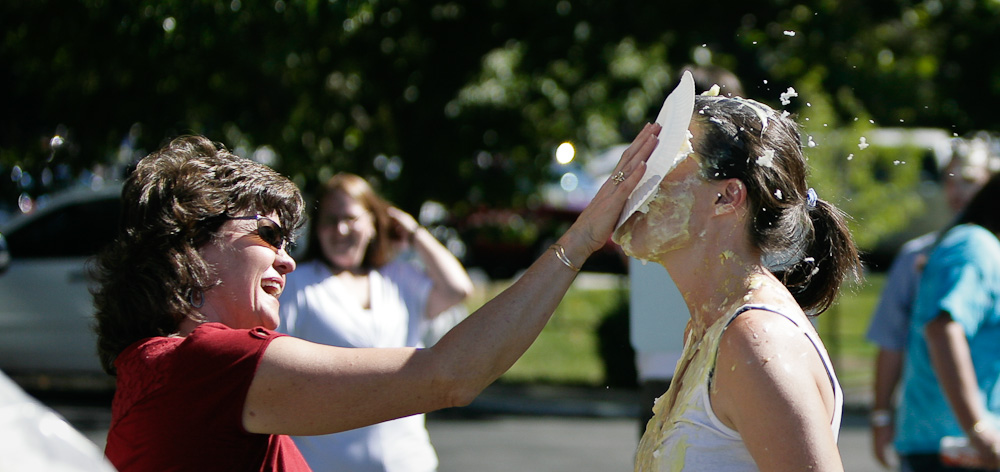
Nakładanie kremowego ciasta na twarz w ramach imprezy charytatywnej

Walka na torty – stanowi formę rozrywki lub manifestacji.
Pierwowzorem tego aktu stała się jedna ze scen slapstickowej komedii Mr. Flip z 1909 roku w reżyserii Gilberta M. 'Broncho Billy' Andersona. W ostatnich sekwencjach nagrania kelnerka, nie mogąc wytrzymać ostrego podrywu głównego bohatera filmu, rzuca w niego tortem.
Na tle politycznym według poważnych źródeł pierwszym tortem rzucił Thomas Kin Forcade, dziennikarz i późniejszy założyciel pisma „High Times”, w 1970 w Ottona N. Larsena, który ogłaszał wyniki badań prezydenckiej Komisji ds. Walki z Nagością i Pornografią.